# Martin Stixrud
Martin Stixrud (n. 9 februarie 1876, Christiania, Suedia-Norvegia – d. 8 ianuarie 1964, Oslo, Norvegia) a fost un patinator artistic ce a reprezentat Norvegia, medaliat olimpic. A participat la o ediție a Jocurilor Olimpice (1920) în care a câștigat o medalie de bronz.

## Participări
Lista de mai jos prezintă principalele competiții la care a participat Martin Stixrud de-a lungul carierei.
- patinage artistique aux Jeux olympiques d'été de 1920 – individuel hommes[*]